# Phellinocis thayeri
Phellinocis thayeri is een keversoort uit de familie houtzwamkevers (Ciidae). De wetenschappelijke naam van de soort werd in 2005 gepubliceerd door Lopes-Andrade & Lawrence.